# Märsatjärnarna (Stensele socken, Lappland, 726797-151911)
Märsatjärnarna är en sjö i Storumans kommun i Lappland och ingår i Umeälvens huvudavrinningsområde. Märsatjärnarna ligger i Vindelfjällen Natura 2000-område.